# Mauritaanse presidentsverkiezingen (1966)

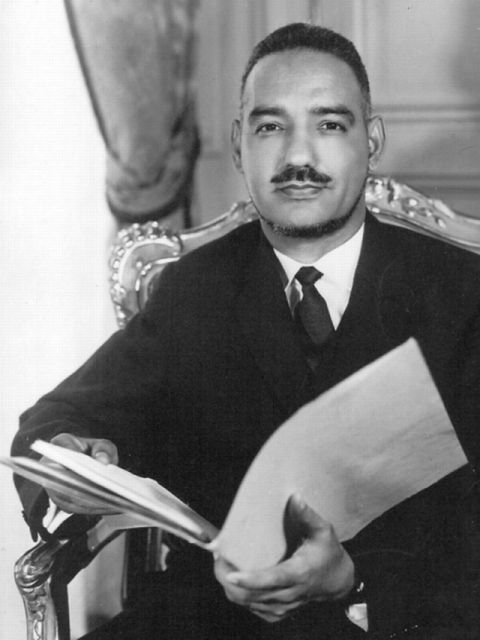
Mauritaanse presidentsverkiezingen
7 augustus 1966
Winnaar: Moktar Ould Daddah — PPM
Stemmen: 471.577
100%

De Mauritaanse presidentsverkiezingen van 1966 vonden op 7 augustus plaats. De enige kandidaat voor het presidentschap, Moktar Ould Daddah, kreeg 100% van de stemmen.
| Kandidaat                       | Kandidaat                       | Partij                          | Stemmen  | %      |
| ------------------------------- | ------------------------------- | ------------------------------- | -------- | ------ |
|                                 | Moktar Ould Daddah              | Parti du peuple mauritanien     | 471.5770 | 100,00 |
| Totaal                          | Totaal                          | Totaal                          | 471.5770 | 100,00 |
|                                 |                                 |                                 |          |        |
| Geldige stemmen                 | Geldige stemmen                 | Geldige stemmen                 | 471.5770 | 99,77  |
| Ongeldige stemmen/ Blanco       | Ongeldige stemmen/ Blanco       | Ongeldige stemmen/ Blanco       | 1.080    | 0,23   |
| Totaal aantal stemmen           | Totaal aantal stemmen           | Totaal aantal stemmen           | 472.657  | 100,00 |
| Geregistreerde kiezers/ Opkomst | Geregistreerde kiezers/ Opkomst | Geregistreerde kiezers/ Opkomst | 491.320  | 96,20  |
| Bron: AED, Nohlen et al.        |                                 |                                 |          |        |